# Anthony Hopkins
Sir Philip Anthony Hopkins (Margam, Wales, 31. prosinca 1937.), velški filmski, kazališni i televizijski glumac, dobitnik Oscara i Emmyja, vjerojatno najpoznatiji po ulozi dr. Hannibala Lectera u filmovima Kad jaganjci utihnu, Hannibal, i Crveni zmaj.

## Životopis

### Rani život
Hopkins je rođen u Margamu, Port Talbot, Wales, kao sin Muriel Anne i Richarda Arthura Hopkinsa, pekara. Bio je loš učenik. Usamljenik s disleksijom, otkrio je da će se lakše pronaći u umjetnosti, kao što su slikanje i crtanje ili sviranje klavira. 1949., kako bi mu usadili neku disciplinu, roditelji su inzistirali da pohađa Jones' West Monmouth Boy's School u Pontypoolu, Wales. Ostao je tamo pet semestara i prebacio se na Cowbridge Grammar School u Cowbridgeu, Wales.
Na Hokpinsa je utjecao i ohrabrio ga da postane velški glumac Richard Burton, s kojim se upoznao s 15 godina. Upisao se na Welsh College of Music and Drama u Cardiff na kojem je diplomirao 1957. Nakon dvogodišnje vojne službe, preselio se u London gdje je postao vježbenik na Kraljevskoj akademiji dramskih umjetnosti.

### Karijera
1965., nakon nekoliko godina u kazalištu, opazio ga je sir Laurence Olivier, koji ga je pozvao da se pridruži Kraljevskom državnom kazalištu. Hopkins je postao Olivierov zamjenik i upao kao zamjena kad je Oliviera uhvatila upala slijepog crijeva tijekom produkcije Plesa smrti Augusta Strindberga. Olivier je kasnije napisao u svojim memoarima, Confessions of an Actor, "Novi mladi obećavajući glumac zvan Anthony Hopkins me zamjenjivao i odigrao ulogu Edgara kao mačka s mišom u zubima."
Unatoč uspjehu u Državnom kazalištu, Hopkinsu je dojadilo ponavljanje istih uloga pa se htio okušati na filmu. 1968. je dobio priliku u filmu Zima jednog lava igrajući Richarda I., zajedno s budućim Jamesom Bondom, Timothyjem Daltonom, koji je glumio Filipa II. od Francuske.
Iako je Hopkins nastavio nastupati u kazalištu postupno se udaljivao od njega kako bi postao afirmirani televizijski i filmski glumac. 1967. je ostvario televizijski debi u televizijskoj drami A Flea in Her Heart na BBC-u. Od tada se nastavila njegova duga karijera u kojoj je zaradio mnoge komplimente i nagrade.
Izjavio je kako mu je uloga Burta Munroa, kojeg je portretirao u filmu iz 2005., Legenda o motoru, najdraža u karijeri. Primijetio je kako je mu je ista uloga bila najlakša koju je ikad odigrao jer obojica muškaraca imaju slične poglede na svijet.
2006. je dobio Nagradu Cecil B. DeMille, odnosno Zlatni globus za životno djelo.

### Glumački stil
Hopkins je poznat po pripremama za uloge. U intervjuima je priznao da jednom kada se posveti projektu, spreman je prijeći preko svojih rečenica koliko god puta bude potrebno (ponekad i više od 200 puta) sve dok mu one ne počnu zvučati prirodno, kada ih "može izgovoriti bez razmišljanja". Iako sam sebi dopušta poneku improvizaciju, to ga je dovelo u sukob s redateljima koji se drže scenarija. Hopkins je rekao kako nakon dovršetka scene zaboravlja svoje rečenice. To je neobično za druge glumce koji obično pamte svoje rečenice iz filma godinama kasnije.
Richard Attenborough, koji mu je bio redatelj pet puta, rekao je kako je tijekom snimanja filma Shadowlands imao dva različita pristupa sa zvijezdama filma (Hopkinsom i Debrom Winger), koji su se pojavili zajedno u mnogim scenama. Dok je Hopkins volio izbjegavati probe, preferirajući spontani nastup, Winger je stalno držala probe. Kako bi sve funkcioniralo, Attenborough je tijekom njezinih proba Hopkinsa držao podalje, zovući ga tek na zadnju probu prije snimanja. Redatelj je hvalio Hopkinsa zbog "njegove izvanredne sposobnosti da te uvjeri kad ga čuješ iako on to izgovara prvi put. To je nevjerojatan dar."
Osim toga, Hopkins je darovit mimičar te vješt u prilagodbi svog materinjeg velškog naglaska. Za restauraciju nekih scena Spartaka 1991., posudio je glas umjesto svog mentora Laurencea Oliviera.

### Hannibal Lecter
Hopkinsova najslavnija uloga je ona kanibalističkog serijskog ubojice Hannibala Lectera iz filma Kad jaganjci utihnu (za koju je 1992. osvojio Oscar za najboljeg glavnog glumca) zajedno s Jodie Foster u ulozi Clarice Starling, za koju je osvojila Oscar za najbolju glavnu glumicu. Osim toga, film je osvojio nagrade za najbolji film, najboljeg redatelja i najbolji adaptirani scenarij. Bila je to najkraća glavna uloga koja je dobila Oscara, jer se Hopkins pojavljuje samo nekih sedamnaest minuta. Ulogu je reprizirao dvaput, u filmovima Hannibal 2001. i Crveni zmaj 2002. Njegov originalni portret Lectera Američki filmski institut proglasio je najvećim filmskih zlikovcem svih vremena. Kad mu je uloga ponuđena, Hopkins je nastupao u londonskom kazalištu u predstavi Madame Butterfly. Vratio se u Britaniju nakon nekoliko godina provedenih u Hollywoodu, gdje je ostvario sve, ali i odustao od karijere, rekavši, "Dio mog života je završen; poglavlje je zatvoreno. Moram se pomiriti s tim da ću biti cijenjen glumac koji se vrti oko West Enda i radi cijenjene radove na BBC-ju do kraja života."
Lik se prvi put pojavio u filmu Lovac na ljude, koji je bio djelomično temeljen na Crvenom zmaju. Lectera ("Lekter" u filmu) je glumio britanski glumac Brian Cox. Kako je Crveni zmaj smatran remakeom Lovca na ljude, Hopkins je mogao glumiti kultnog negativca u adaptacijama sva tri romana Thomasa Harrisa. Pisac je navodno bio jako zadovoljan Hopkinsovom izvedbom.

## Privatni život
Hopkins od 2007. živi u Sjedinjenim Državama. Preselio se na selo jednom još tijekom sedamdesetih kako bi ostvario filmsku karijeru, ali se vratio u Britaniju krajem osamdesetih. No, odlučio se vratiti u SAD nakon uspjeha u devedesetima. 12. travnja 2000. je postao naturalizirani državljanin, što je proslavio putovanjem po Americi dugim 3000 milja.
Hopkins se ženio tri puta. Prve dvije supruge bile su mu Petronella Barker (1967. – 1972.) i Jennifer Lynton (1973. – 2000.). Trenutno je u braku s Kolumbijkom Stellom Arroyave. Iz prvog braka ima kćer, Abigail Hopkins (rođena 1967.), glumicu i pjevačicu.

## Drugi radovi
Hopkins je talentirani pijanist. 1986. je objavio singl "Distant Star" koji se našao na 75. mjestu britanske ljestvice. 2007. je objavio kako će se povući u privremenu glumačku mirovinu kako bi napravio svjetsku turneju.
1996. je režirao svoj prvi film, August, adaptaciju Čehovljeva Ujaka Vanje. Njegov prvi scenarij, eksperimentalna drama Slipstream, koju je režirao, premijerno je prikazana 2007. na filmskom festivalu Sundance.
Hopkins je obožavatelj BBC-jeva sitcoma Mućke, a jednom je u intervjuu izjavio kako bi se volio pojaviti u seriji. Autor John Sullivan je vidio intervju i stvorio lik Dannyja Driscolla, lokalnog mafijaša kojeg je trebao glumiti Hopkins. No, snimanje serije poklopilo se sa snimanjem filma Kad jaganjci utihnu, pa je Hopkins bio nedostupan. Uloga je pripala njegovu prijatelju Royu Marsdenu.
Hopkins je glumio mnoge povijesne i izmišljene ličnosti kao što su:
| - John Quincy Adams (Amistad, 1997.) - William Bligh (Bounty, 1984.) - Charles Dickens (The Great Inimitable Mr Dickens, 1970.) - John Dutton Frost (Nedostižni most, 1977.) - Bruno Hauptmann (The Lindbergh Kidnapping Case, 1976.) - Abraham Van Helsing (Drakula, 1992.) - Adolf Hitler (Bunker, 1981.) - C. S. Lewis (Shadowlands, 1993.) - David Lloyd George (Mladi Winston, 1972.) - Pierre Bežukov (Rat i mir, 1972.) - Frederick Treves (Čovjek-slon, 1980.) - Richard Nixon (Nixon, 1995.) | - Sveti Pavao (Petar i Pavao, 1981.) - Othello (Othello, 1981.) - Pablo Picasso (Život s Picassom, 1996.) - Quasimodo (Zvonar crkve Notre Dame, 1982.) - Yitzak Rabin (Pobjeda u Entebbeu, 1976.) - Richard Lavljeg Srca (Zima jednog lava, 1968.) - Marko Licinije Kras (Jeff Wayne's Musical Version of Spartacus, 1992.) - Tit Andronik (Tit, 1999.) - Zorro (Zorro - maskirani osvetnik, 1998.) - Burt Munro (Legenda o motoru, 2005.) |

## Nagrade
Osim nagrade za film Kad jaganjci utihnu, Hopkins je bio nominiran za Oscara za Na kraju dana (1993.), Nixon (1995.) i Amistad (1997.).
1973. je osvojio BAFTA-u za najboljeg glumca portret Pierrea Bežukova u BBC-jevoj seriji Rat i mir, te kasnije za Kad jaganjci utihnu i Shadowlands. U istoj kategoriji je nominiran i za Čaroliju i Na kraju dana, te za sporednog glumca u Zimi jednog lava.

## Filmografija
| Godina | Film                                      | Uloga                               | Bilješke                                        |
| ------ | ----------------------------------------- | ----------------------------------- | ----------------------------------------------- |
| 1967.  | A Flea in Her Ear                         | Etienne Plucheux                    | TV                                              |
| 1968.  | Zima jednog lava                          | Richard Lavljeg Srca                |                                                 |
| 1969.  | Rat u ogledalu                            | John Avery                          |                                                 |
| 1969.  | Hamlet                                    | Kralj Klaudije                      |                                                 |
| 1969.  | Department S                              | Greg Halliday                       | TV                                              |
| 1970.  | The Great Inimitable Mr. Dickens          | Charles Dickens                     |                                                 |
| 1970.  | Tri sestre                                |                                     |                                                 |
| 1970.  | Hearts and Flowers                        | Bob                                 | TV                                              |
| 1971.  | Kad zazvoni osam zvona                    | Philip Calvert                      |                                                 |
| 1972.  | Mladi Winston                             | David Lloyd George                  |                                                 |
| 1972.  | Rat i mir                                 | Pierre Bežukov                      |                                                 |
| 1972.  | Lutkina kuća                              | Torvald Helmer                      |                                                 |
| 1974.  | Djevojka iz Petrovke                      | Kostja                              |                                                 |
| 1974.  | QB VII                                    | Dr. Adam Kelno                      |                                                 |
| 1974.  | Juggernaut                                | John McCleod                        |                                                 |
| 1974.  | The Childhood Friend                      | Alexander Tashkov                   | TV                                              |
| 1976.  | Mračna pobjeda                            | Dr. Michael Grant                   | TV                                              |
| 1976.  | The Lindbergh Kidnapping Case             | Bruno Richard Hauptmann             | Emmy                                            |
| 1976.  | Pobjeda u Entebbeu                        | Yitzhak Rabin                       |                                                 |
| 1977.  | Nedostižni most                           | Potpukovnik John D. Frost           |                                                 |
| 1977.  | Audrey Rose                               | Elliot Hoover                       |                                                 |
| 1978.  | Čarolija                                  | Charles "Corky" Withers/Fatsov glas |                                                 |
| 1978.  | International Velvet                      | Kapetan Johnson                     |                                                 |
| 1979.  | Mayflower: The Pilgrims' Adventure        | Kapetan Jones                       |                                                 |
| 1980.  | Čovjek slon                               | Dr. Frederick Treves                |                                                 |
| 1980.  | Vrijeme promjena                          | Adam Evans                          |                                                 |
| 1981.  | Bunker                                    | Adolf Hitler                        | Emmy za najboljeg glumca u miniseriji ili filmu |
| 1981.  | Petar i Pavao                             | Pavao                               |                                                 |
| 1981.  | Othello                                   | Othello                             | TV                                              |
| 1982.  | Zvonar crkve Notre Dame                   | Quasimodo                           | TV                                              |
| 1983.  | A Married Man                             | John Strickland                     | TV                                              |
| 1984.  | Bounty                                    | William Bligh                       |                                                 |
| 1985.  | Hollywood Wives                           | Neil Gray                           | TV                                              |
| 1985.  | Arch of Triumph                           | Dr. Ravich                          | TV                                              |
| 1985.  | Guilty Conscience                         | Arthur Jamison                      | TV                                              |
| 1985.  | Mussolini i ja                            | Grof Galeazzo Giano                 | TV                                              |
| 1985.  | The Good Father                           | Bill Hooper                         |                                                 |
| 1987.  | 84 Charing Cross Road                     | Frank P. Doel                       |                                                 |
| 1988.  | The Dawning                               | Robert Knights                      |                                                 |
| 1989.  | Velika očekivanja                         | Abel Magwitch                       |                                                 |
| 1990.  | Sati očaja                                | Tim Comell                          |                                                 |
| 1991.  | Kad jaganjci utihnu                       | Dr. Hannibal Lecter                 | Oscar za najboljeg glavnog glumca               |
| 1991.  | Howards End                               | Henry J. Wilcox                     |                                                 |
| 1991.  | Rat jednog čovjeka                        | Joel                                |                                                 |
| 1992.  | Freejack                                  | Ian McCandless                      |                                                 |
| 1992.  | Chaplin                                   | George Hayden                       |                                                 |
| 1992.  | Spotswood                                 | Errol Wallace                       |                                                 |
| 1992.  | Drakula                                   | Profesor Abraham Van Helsing        |                                                 |
| 1993.  | The Trial                                 | Svećenik                            |                                                 |
| 1993.  | Na kraju dana                             | James Stevens                       |                                                 |
| 1993.  | Nevini                                    | Bob Glass                           |                                                 |
| 1993.  | Shadowlands                               | C. S. Lewis                         | BAFTA za najboljeg glavnog glumca               |
| 1994.  | Legenda o jeseni                          | Pukovnik William Ludlow             |                                                 |
| 1995.  | Put u Wellville                           | Dr. John Harvey Kellogg             |                                                 |
| 1995.  | Nixon                                     | Richard M. Nixon                    |                                                 |
| 1996.  | August                                    | Ieuan Davies                        | redatelj i skladatelj glazbe                    |
| 1996.  | Život s Picassom                          | Pablo Picasso                       |                                                 |
| 1997.  | Amistad                                   | John Quincy Adams                   |                                                 |
| 1997.  | Na rubu divljine                          | Charles Morse                       |                                                 |
| 1998.  | Zorro - maskirani osvetnik                | Don Diego de la Vega/Zorro          |                                                 |
| 1998.  | Upoznajte Joea Blacka                     | William Parrish                     |                                                 |
| 1999.  | Instinkt                                  | Ethan Powell                        |                                                 |
| 1999.  | Tit                                       | Tit Andronik                        |                                                 |
| 2000.  | Nemoguća misija II                        | Zapovjednik misije Swanbeck         | nepotpisan                                      |
| 2000.  | Kako je Grinch ukrao Božić                | Pripovjedač                         |                                                 |
| 2001.  | Vrag i Daniel Webster                     | Daniel Webster                      |                                                 |
| 2001.  | Hannibal                                  | Dr. Hannibal Lecter                 |                                                 |
| 2001.  | Potonula srca                             | Ted Brautigan                       |                                                 |
| 2002.  | Crveni zmaj                               | Dr. Hannibal Lecter                 |                                                 |
| 2002.  | Odjednom agent                            | Pozornik Oakes                      |                                                 |
| 2003.  | Tragovi na duši                           | Coleman Silk                        |                                                 |
| 2004.  | Aleksandar                                | Stari Ptolomej                      |                                                 |
| 2005.  | Dokaz                                     | Robert                              |                                                 |
| 2005.  | Legenda o motoru                          | Burt Munro                          |                                                 |
| 2006.  | Svi kraljevi ljudi                        | Sudac Irwin                         |                                                 |
| 2006.  | Bobby                                     | John                                |                                                 |
| 2007.  | Slom                                      | Theodore ‘Ted’ Crawford’            |                                                 |
| 2007.  | Beowulf                                   | Hrothgar                            |                                                 |
| 2007.  | Slipstream                                | Felix Bonhoeffer                    |                                                 |
| 2008.  | The City of Your Final Destination        | Adam                                |                                                 |
| 2009.  | Vukodlak                                  | Sir John Talbot                     | post-produkcija                                 |
| 2009.  | Alfred Hitchcock and the Making of Psycho | Alfred Hitchcock                    | pred-produkcija                                 |
| 2009.  | Kralj Lear                                | Kralj Lear                          | najavljeno                                      |

## Vanjske poveznice
- Anthony Hopkins u internetskoj bazi filmova IMDb-u (engl.)
- Anthony Hopkins na Internet Broadway Databaseu (engl.)